# Sexo vainilla

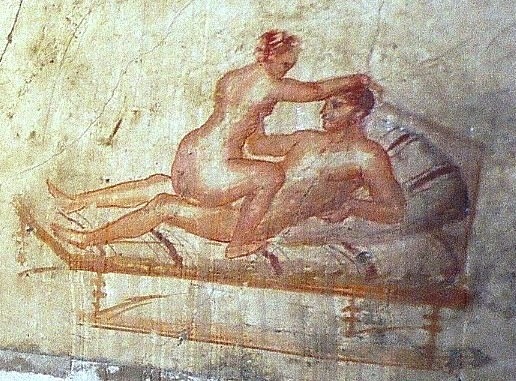
Sexo vainilla en un mural de Pompeya

Sexo vainilla es el nombre que, dentro del argot de la subcultura BDSM, se aplica al llamado sexo convencional. Más en general, es el nombre que reciben las conductas sexuales que caen dentro del rango de normalidad para una dada cultura o subcultura, y se refiere generalmente a las conductas sexuales que no incluyen elementos de BDSM, parafilias, kinks o fetichismos. El término se usa también en forma peyorativa, y en ese sentido indica sexo "poco osado" o "aburrido".

## Descripción
Lo que se considera sexo convencional depende de las normas culturales y subculturales. Entre parejas heterosexuales del mundo occidental, por ejemplo, a menudo se refiere a las relaciones sexuales en la postura del misionero. También puede referirse al sexo penetrativo que no incluye ningún elemento BDSM, parafilia ni fetichismo.
Según el British Medical Journal el sexo convencional entre compañeros homosexuales es el "sexo que no va más allá del afecto, masturbación mutua, sexo oral y anal". Además se incluyen los actos sexuales no penetrativos, como sexo intercrural, frot, sumata y tribadismo; esta última es una práctica común entre lesbianas, pero rara vez estudiada.

## Orígenes
Aunque no se sabe cuándo se utilizó este término por primera vez, Gayle Rubin ya lo usaba en 1984, en su ensayo Reflexionando sobre el sexo: notas para una teoría radical de la sexualidad.
Otro uso conocido del término vainilla ocurrió a finales de los 90, por un conocido activista BDSM: explicó que los practicantes del sexo convencional estricto, eran como aquel cliente que entra en una heladería italiana de ensueño, repleta de sabores, colores y texturas, con miles de variaciones, y pide al dependiente: "Por favor, uno de vainilla".[cita requerida]